# Karamatura Falls
Die Karamatura Falls sind ein Wasserfall im Gebiet der Ortschaft Huia in den Waitākere Ranges der Region Auckland auf der Nordinsel Neuseelands. Er liegt im Lauf des Karamatura Stream. Seine Fallhöhe beträgt rund 15 Meter.
Vom Wanderparkplatz an der Huia Road führt der Karamatura Loop Walk, später dann der Karamatura Track in westlicher Richtung und in rund 45 Gehminuten zum Wasserfall. Seit Anfang Mai 2018 sind die Wanderwege in den Waitakere Ranges, und damit auch der Zugang zum Wasserfall, zur Vermeidung der Ausbreitung einer durch Eipilze der Gattung Phytophthora hervorgerufenen Mykose gesperrt, die eine Wurzelfäule beim Neuseeländischen Kauri-Baum verursacht.